# 藍眼武士
《藍眼武士》（英語：Blue Eye Samurai）是一部2023年美法成人動畫電視連續劇。該劇由麥可·葛林和安柏·諾伊祖米夫婦創作和編劇，並由Blue Spirit聯合製作和動畫化。該作品講述在日本江戶時代期間，一位被人們所恐懼和厭惡的劍士阿水的故事。

## 故事大綱
1633年，德川幕府頒布鎖國令，此後，擁有外國血統的孩子都遭受本土民眾的歧視。一名叫做阿水的混血兒擁有一雙藍色的眼睛。為了保護他，母親讓他從小隱藏性別，躲在家中避免受傷害。不料，阿水的母親仍未能逃脫悲慘的命運。成為孤兒的阿水在村民的欺凌下生活，直到某天，一顆隕石改變了他的命運。
阿水幫助一位鍛刀的盲眼老人將隕石運回家，從此就在老人的家中定居，並學會了鍛刀和劍法。歲月流逝，那位曾經弱不禁風的少年成長為一名優雅的劍客。他告別老人，攜帶由陨铁打造的武士刀，踏上了尋找那個背棄母親和自己的男人復仇之路。

## 配音員

### 主演
- 瑪雅·厄斯金（英语：Maya Erskine） 飾演 阿水（Mizu）：一位混血藍眼武士。
- 岡政偉 飾演 林檎（Ringo）：一位樂觀無手的男廚師，崇拜阿水。
- 達倫·巴奈特 飾演 泰源（Taigen）：一位卑微出身、前途無量但傲慢的男性劍客。
- 布蘭達·宋 飾演 明美公主（Princess Akemi）：在新貴領主的嬌生慣養下，仍保持堅強意志的女兒。
- 乔治·武井飾演 關（Seki）：明美公主的男性家庭教師。
- 藍道爾·朴 飾演 新堂平次（Heiji Shindo）：福勒名義上的獄卒和他的同謀。
- 田川洋行 飾演 永治（Eiji）：一位撫養阿水長大的盲人鐵匠。
- 簡尼夫·班納 飾演 阿比雅·福勒 (Abijah Fowler)：他是一名走私犯和發明家，與幕府將軍結盟，暗中蔑視日本的鎖國政策。

### 常設
- 史蒂芬妮·許 飾演 伊勢（Ise）：服務福勒的妓女。
- 溫明娜 飾演 梶夫人（Madame Kaji）：管理一家妓院的高級妓女。
- 岑勇康 飾演 孝佳（Takayoshi）：幕府將軍的次子。
- 馬克·德可斯可 飾演 千明（Chiaki）：說謊以取得名劍的刺客 。
- 奧利·真理子·格林（兩位創作者的女兒）飾演 年輕的阿水
- 猶大·格林 飾 年輕的泰源
- 派屈克·加拉格爾（英语：Patrick_Gallagher_(actor)） 飾演 領主（Lord Daichi）：明美的父親，出身卑微透過戰鬥取得地位。
- 安·哈拉達（英语：Ann_Harada） 飾演 阿水的母親
- 文峰 飾演 幹夫（Mikio）：一位被藩主放逐的武士及馴馬師，在阿水的倒敘中蒙受恥辱

其他參與本劇的配音員包括傑德·渡邊、派屈克·加拉格爾、艾瑞克·鮑薩、克萊德·草津、奇恩·楊、布莉特妮·石橋、霍莉·周（Holly Chou）、馬庫斯·蔡（ Marcus Choi）、安柏·諾伊祖米、馬克·德可斯可、馬修·楊·金、吳怡君（Jane Wu）、韋斯特·梁（West Liang）、亞蘭·烏伊（Alain Uy）、雪莉·寇拉、葛晓洁。

## 集數
| 集數 | 標題               | 導演               | 編劇                    | 上線日期      |
| ---- | ------------------ | ------------------ | ----------------------- | ------------- |
| 1    | 錘鱗               | 吳簡               | 安柏·諾伊祖米 麥可·葛林 | 2023年11月3日 |
| 2    | 意料之外的元素     | 瑞安·奧洛林        | 安柏·諾伊祖米 麥可·葛林 | 2023年11月3日 |
| 3    | 只有幾條路         | 厄爾·希伯特 萬艾倫 | 安柏·諾伊祖米 麥可·葛林 | 2023年11月3日 |
| 4    | 怪癖               | 瑞安·奧洛林        | 安柏·諾伊祖米 麥可·葛林 | 2023年11月3日 |
| 5    | 浪人與新娘的傳說   | 麥可·葛林          | 安柏·諾伊祖米           | 2023年11月3日 |
| 6    | 邪惡夢境與憤怒言語 | 厄爾·希伯特 孫陽   | 安柏·諾伊祖米 麥可·葛林 | 2023年11月3日 |
| 7    | 不生不滅           | 亞倫·泰勒          | 雅娜·比爾               | 2023年11月3日 |
| 8    | 1657年的大火       | 吳簡               | 安柏·諾伊祖米 麥可·葛林 | 2023年11月3日 |

## 製作
根據2020年10月的報導指出 Netflix 已經批准該系列的製作，其中創作者安柏·諾伊祖米和麥可·葛林擔任編劇、執行製片人和製作人，並交由法國工作室 Blue Spirit 負責2D/3D混合動畫製作。根據製作團隊的意圖，他們希望它看起來像一幅移動的畫，當中的角色設計受到文樂傀儡的啟發。取材來自盲劍客以及黑澤明的作品。

## 發行
該系列於2023年11月3日在Netflix上發布，共有8集。第一集於11月1日提前兩天在Netflix的YouTube頻道上發布。特別版本的第6集於2023年11月15日在Netflix的YouTube頻道上發布。並以大部分黑白的調色板和修改後的音軌為特色。

## 評價
《藍眼武士》在爛番茄基於16篇評論，影評新鮮度達100%，平均評分為10分中的8.3分。該網站的評論一致認為：「《藍眼武士》在視覺上令人眼花繚亂，同時細緻關注角色，是一部技巧高超的動畫冒險作品。」使用加權平均的Metacritic根據5位評論家的評論，給予了86分的評分，表示「普遍好評」。

## 外部連結
- 在Netflix上觀看《藍眼武士》
- 互联网电影数据库（IMDb）上《藍眼武士》的资料（英文）
- 豆瓣电影上《蓝眼武士 第一季》的資料 （简体中文）